# Vardanes, o Bravo
Vardanes (em latim: Vardanes; em grego: Βαρδάνης, Bardánēs; em armênio: Վարդան, Vardan; em parta: *Vardān), dito o Bravo (Քաջ, Caj), foi um nobre albanês do século VI.

## Nome
Vardanes (Βαρδάνης, Bardánēs) ou Vardânio (em latim: Vardanius; em grego: Βαρδάνιος, Bardánios) é a forma latina do persa médio Vardã (*Wardān), que pode ter derivado do parta vard- (em iraniano antigo *vr̥da-), "rosa", ou do iraniano antigo vard-, "virar". Foi registrado em grego como Ordanes (Ὀρδάνης, Ordánēs), Ordones (Ὀρδωνης, Ordōnēs) e Uardanes (Οὐαρδάνες, Ouardánēs), em aramaico de Hatra (wrdn) e armênio como Vardã (Վարդան, Vardan) e em georgiano como Vardã (em georgiano: ვარდან), Vardan) e Vardém (ვარდენ, Varden). Durante o Império Bizantino, por vezes foi usado como sinônimo do aparentado Bardas, a helenização do armênio Varde.

## Vida
Vardanes era membro da família mirrânida e senhor de Gardamana, onde ocupou-se 3 anos com a construção do castelo local. Em data incerta convidou 60 representantes dos clãs albaneses (os xás de Arrã) para um banquete e segundo Moisés de Dascurã, matou-os todos. Ele apenas não matou seu cunhado Zarmiquer (Zarmiχr).